# Вторые Левые Ламки
Вторые Левые Ла́мки — село в Сосновском районе Тамбовской области. Административный центр Ламского сельсовета.

## История создания
Впервые Левые Ламки (Первые, Вторые, Третьи) упоминались в писцовой книге в 1650—1652 г. Как единое «Село Ламское на реке на Челновой и на устье речки Ламки», населенное детьми боярскими, их дворовыми людьми, бобылями (более 150 человек). Название происходит от угро-финского «лама» — озеро; лужа; луг, покрытый лесом и кустарником.
Ламки были основаны при Тамбовском воеводе Боборыкине. Селение Вторые Левые Ламки вместе с Правыми, Первыми и Третьими Левыми Ламками образовано московскими служилыми людьми, переселенными для защиты края от набегов татар. Все эти Ламки расположены были по существовавшему тогда Тамбовскому валу.
Вторые Левые Ламки образовались по берегам реки Ярославка. На берегу реки, которая впадет в реку Польной Воронеж примерно в 6 км от села и поставил свой первый хутор житель Краснослободцев (в районе Ильиновка).
В деревне преобладали небольшие четырёхстенные избы с двухскатной крышей. Характерная черта усадьбы — небольшие надворные постройки и помещения для домашнего скота (сараи, амбары). Некоторые дома украшены резными наличниками. Крыши соломенные. Бедные сельчане держали скот в избах.
В 1901 году на общественные средства была построена Казанская церковь, имелась церковная библиотека в 75 томов. В селе было две школы: церковно-приходская и земская.
При строительстве железной дороги Богоявленск — Бенкендорф-Сосновка, чтобы привлечь людей на строительство и обслуживание станций и водокачки для паровозов на пересечении железной дороги с речкой Ярославкой бесплатно давалось 25 десятин (то есть четверть) земли на душу. Отсюда второе название — Четвертные Ламки. Железнодорожная ветка, построенная по инициативе графа Александра Бенкендорфа, поспособствовала развитию села, придав ему торговое значение.
Интересен факт, что разрешение на строительство железной дороги можно было получить, если расстояние между отправным и конечным пунктом составляло не менее 90 км. Это расстояние составляло 60-65 км. Однако проектировщики так построили свой проект, что этот путь составил более 70 км. В некоторых местах пути дорога петляет так, что одно железнодорожное полотно идёт чуть ли не параллельно другому. Таким образом, длина дороги составила 87 км. Зимой железнодорожную ветку засыпало обильными снегами, поезд не мог двигаться по несколько дней подряд. Для защиты от метелей и снегопадов использовали щиты. На расчистку железной дороги выходили все жители близлежащих сёл.

## Известные уроженцы
- Златковский, Михаил Михайлович — художник